# Sucré-salé
Pour les articles homonymes, voir Sucre (homonymie) et Sel.
Le terme sucré-salé désigne, en cuisine ou en gastronomie, l’association de saveurs sucrées et salées dans un même mets.

## Histoire

### Monde occidental
Avec les cuisine gauloise et cuisine de la Rome antique du monde gallo-romain, puis l’occident médiéval, le sel (histoire du sel) est beaucoup plus accessible que le sucre (histoire du sucre). En effet, le sel est indispensable à la conservation des aliments ; les saveurs sucrées sont principalement présentes par le biais des fruits, difficiles à conserver, et du miel. Les associations sucré-salé sont répandues ; au IVe siècle, le recueil De re coquinaria mentionne quelques recettes associant les deux saveurs.
Avec la cuisine médiévale du Moyen Âge, les produits sucrés sont toujours des produits de luxe, marqueurs d’aisance sociale ; les mélanges de saveurs sucré-salé sont l’apanage des repas de l’aristocratie. L'histoire de la cuisine française prête à la reine de France Catherine de Médicis d'avoir importé en France la recette du canard à l'orange de la cuisine italienne de Florence en Toscane. Au XVIIe siècle en France, plusieurs traités culinaires codifient la cuisine française et proposent des règles qui rejettent notamment l’utilisation simultanée de sel et de sucre dans un même plat ; à ce moment, la cuisine française s’écarte progressivement de la confiserie et de la pâtisserie, qui font au fur et à mesure l’objet de recueils dédiés. Au cours des siècles suivants, les ouvrages de référence recensent de moins en moins de recettes faisant appel au mélange sucré-salé.  
Aux XXe et XXIe siècles, l’association revient au goût du jour en Occident avec quelques chefs-cuisiniers amateurs de cuisine gastronomique et d'art culinaire, et dans des revues spécialisées, avec des chefs cuisiniers tels que Ghislaine Arabian ou Pierre Hermé...

## Associations
Les appariements répandus comprennent la viande de porc associée aux figues (attesté à l’Antiquité romaine) ou au miel, qui s’associe aussi aux viandes blanches.
En Italie, le parmesan peut être dégusté avec des fruits, tandis qu’en Espagne, c’est la pâte de fruits qui se mange avec du fromage.

## Quelques exemples emblématiques
Parmi les plats emblématiques de cuisine traditionnelle du monde figurent le canard à l'orange, le lapin au cidre…

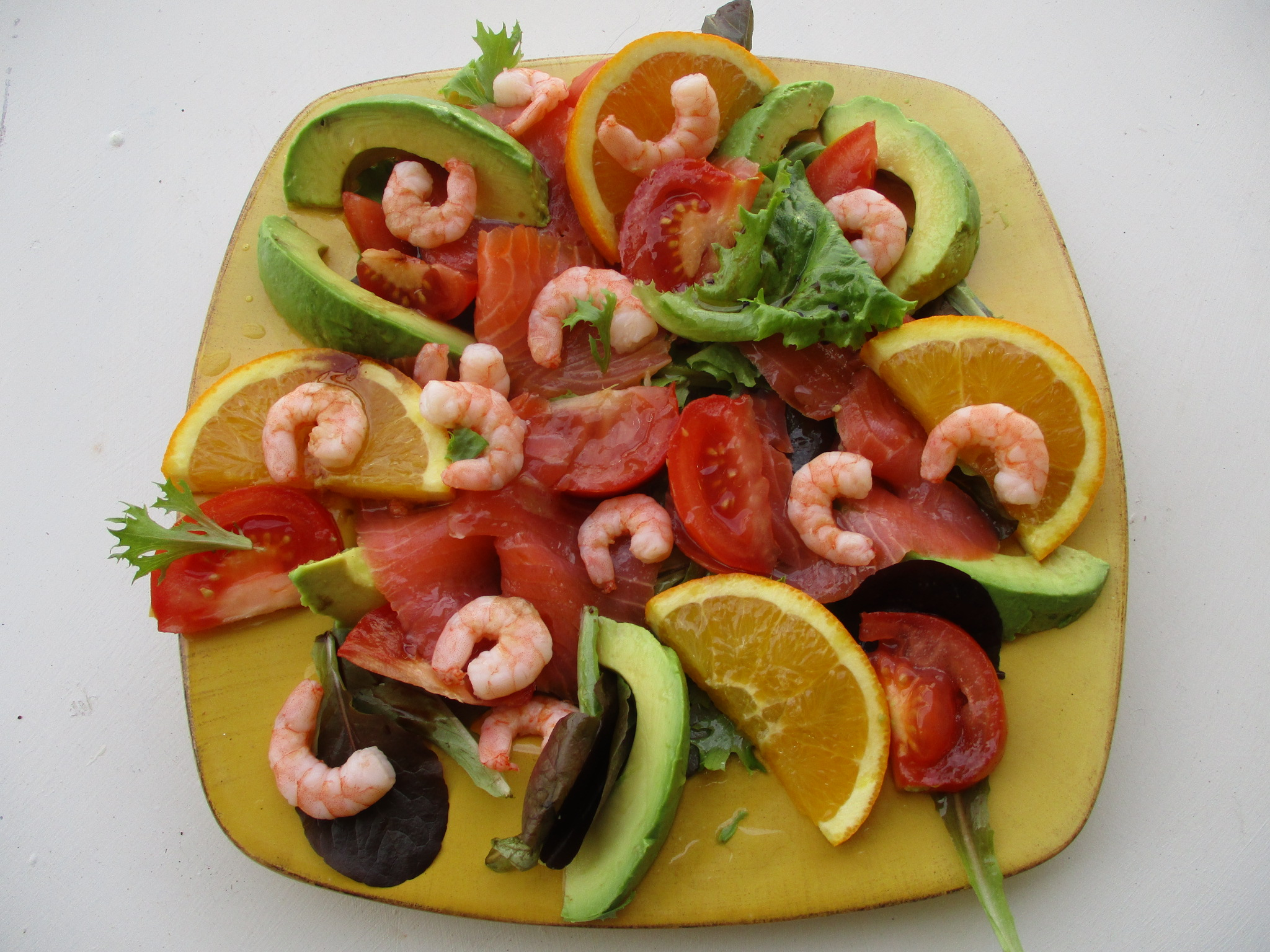
Salade californienne
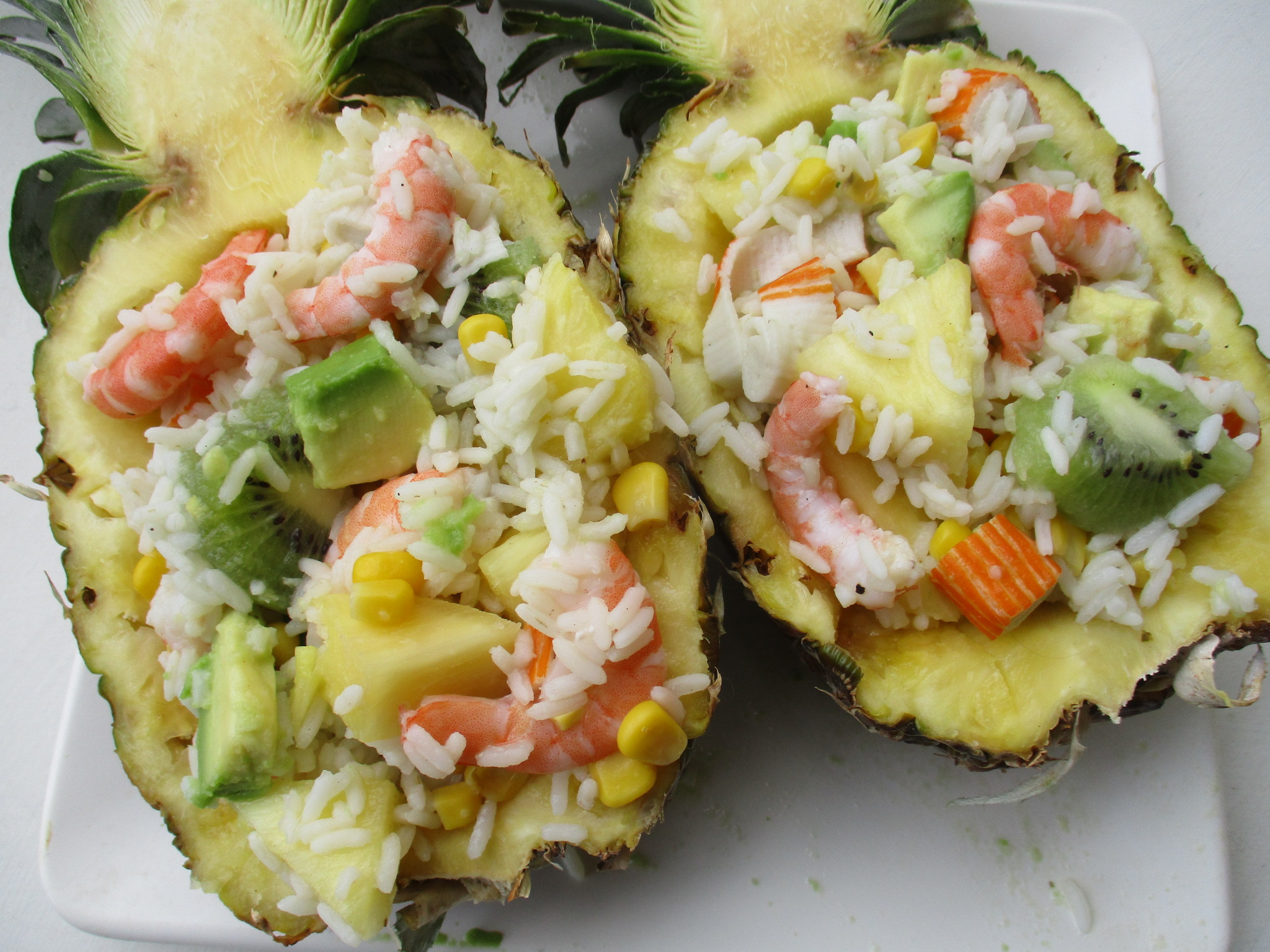
Salade hawaïenne
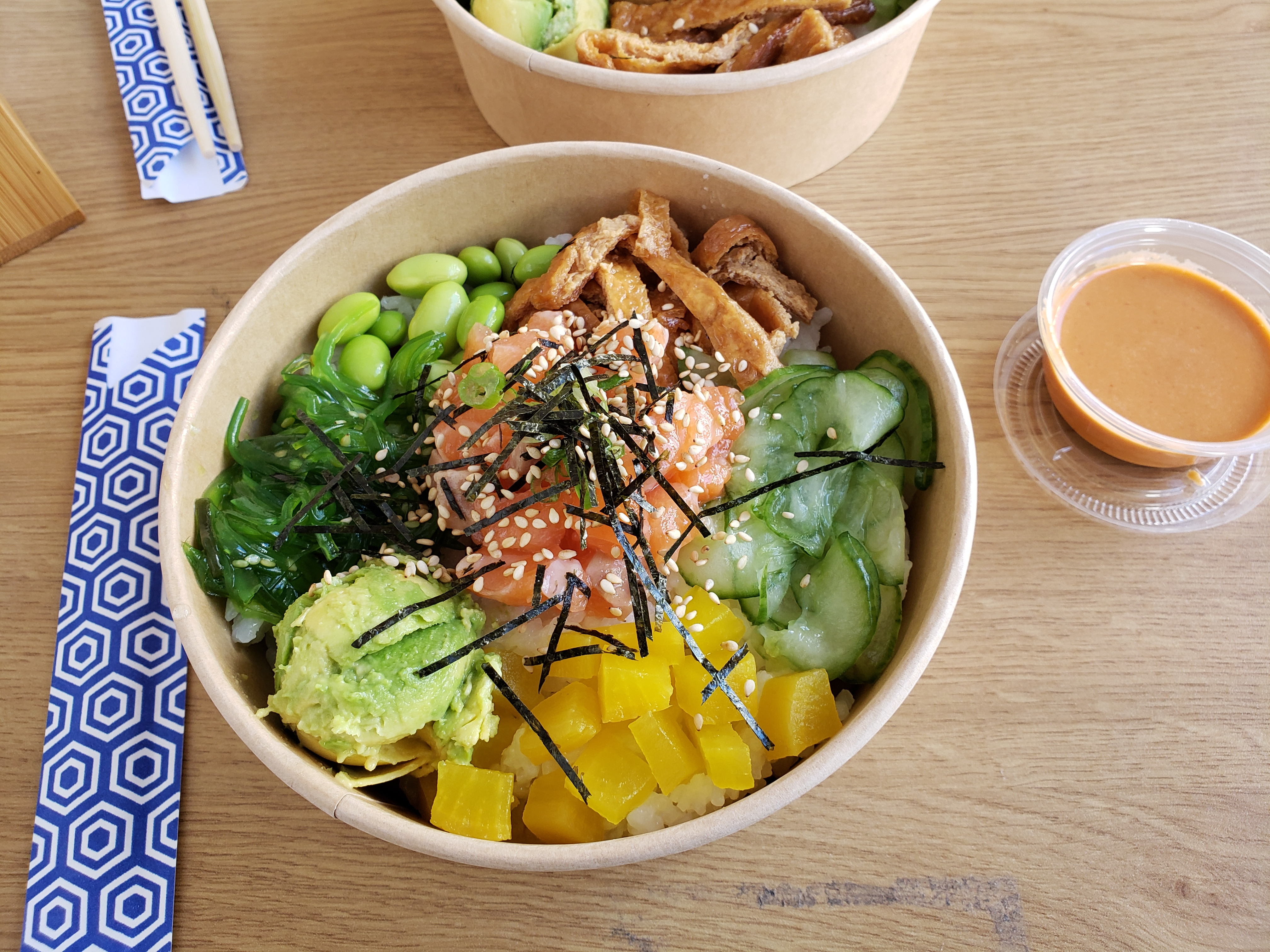
Poké Bowl
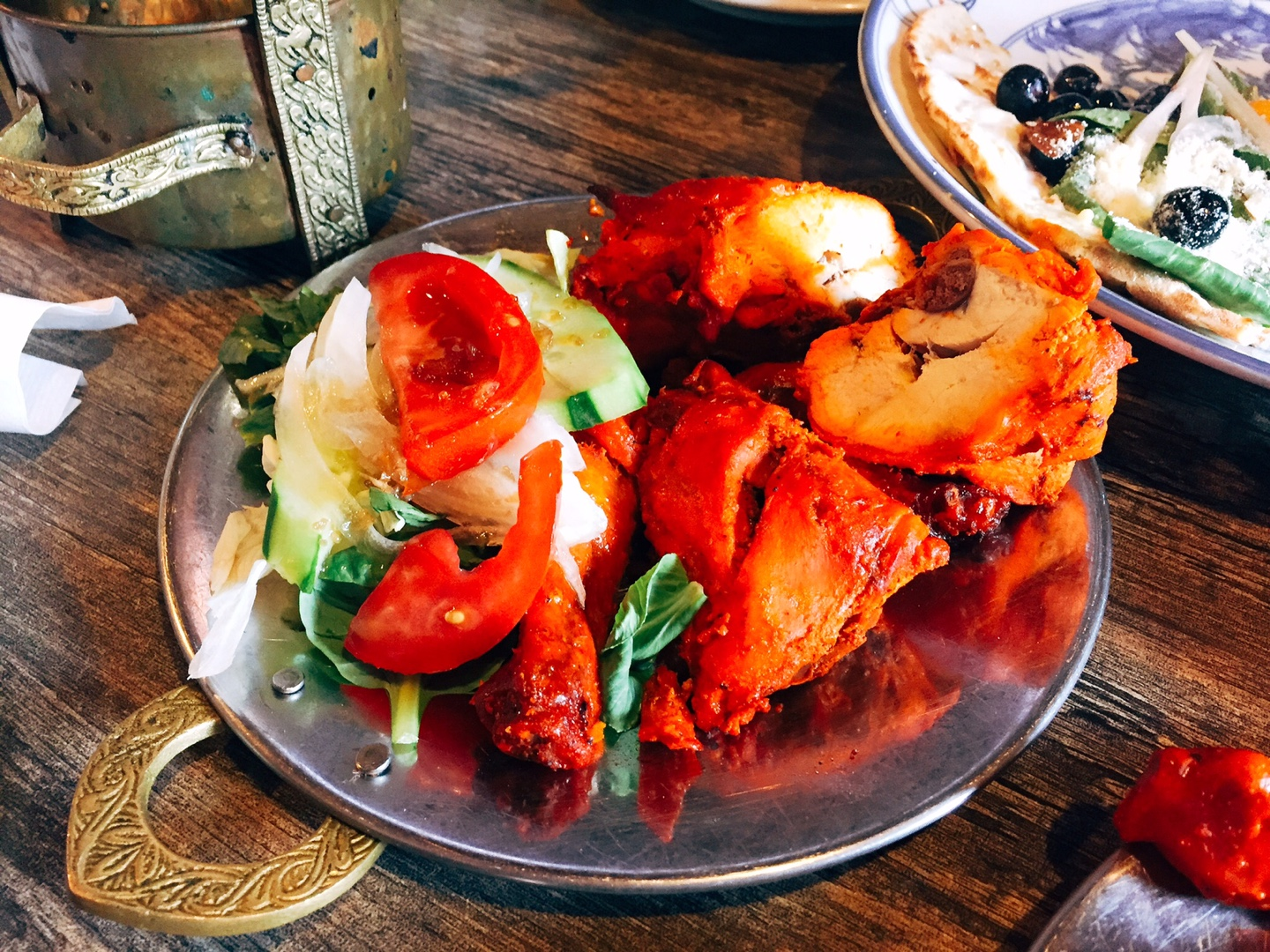
Poulet tandoori
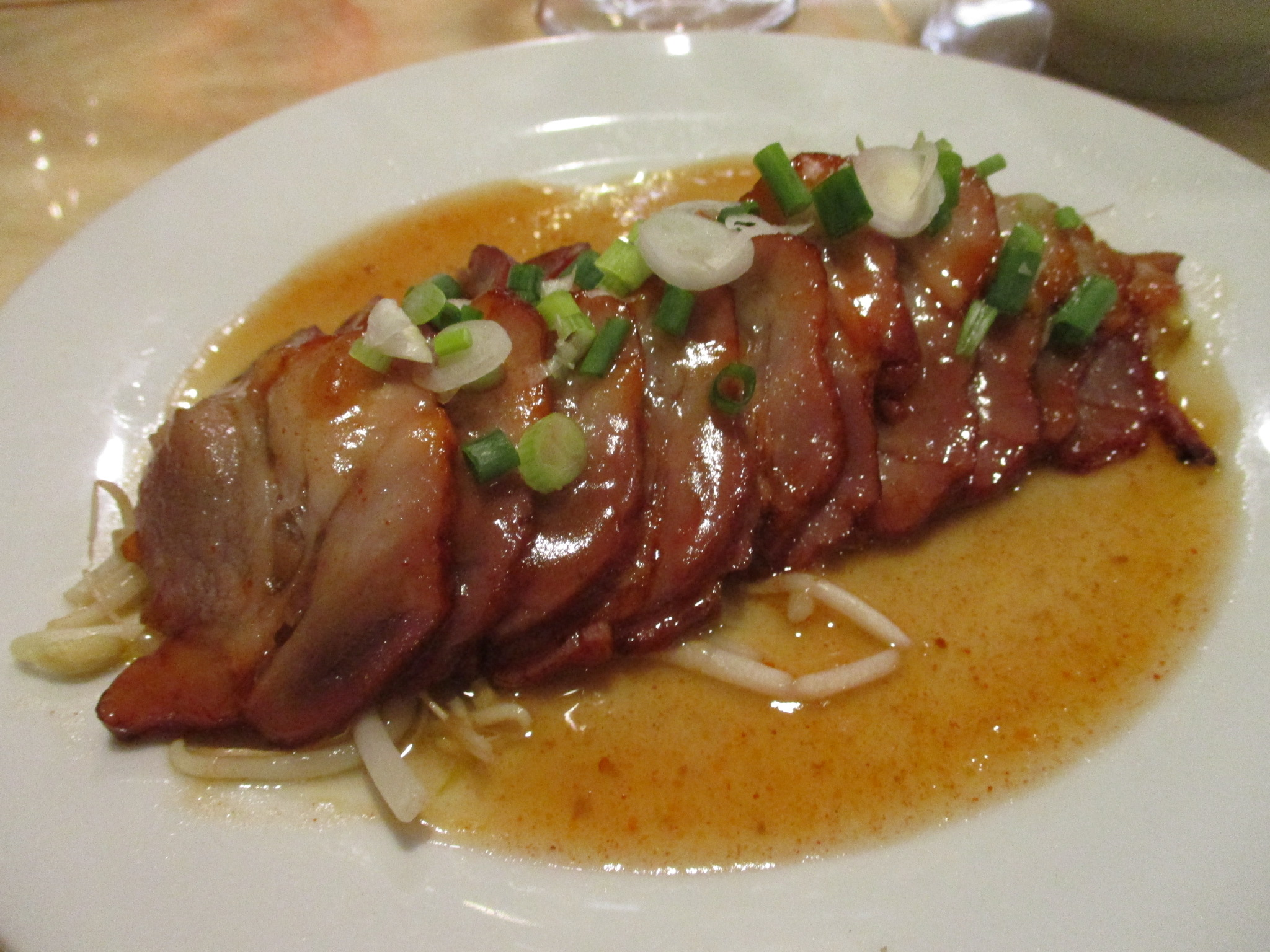
Porc au caramel
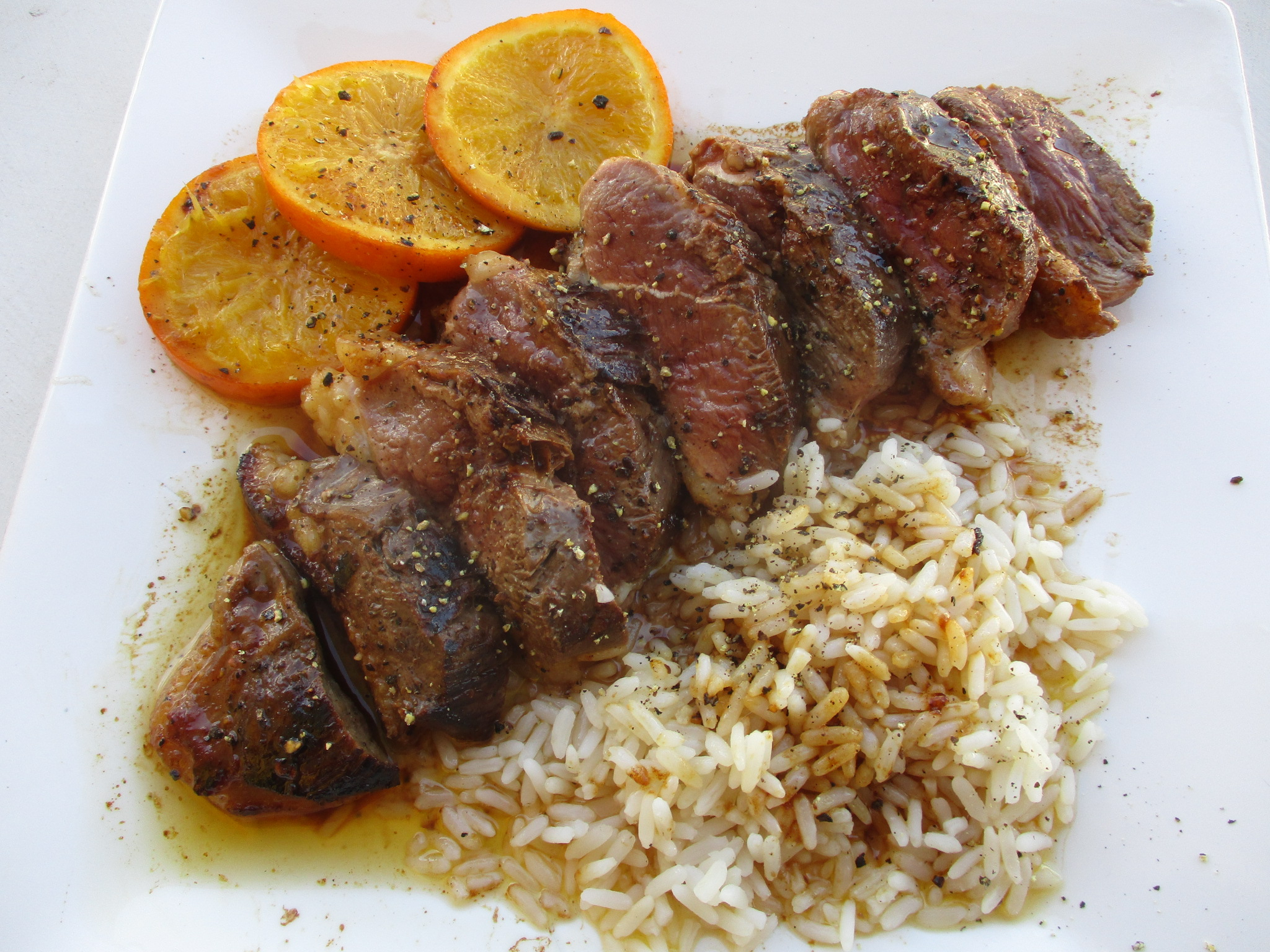
Canard à l'orange
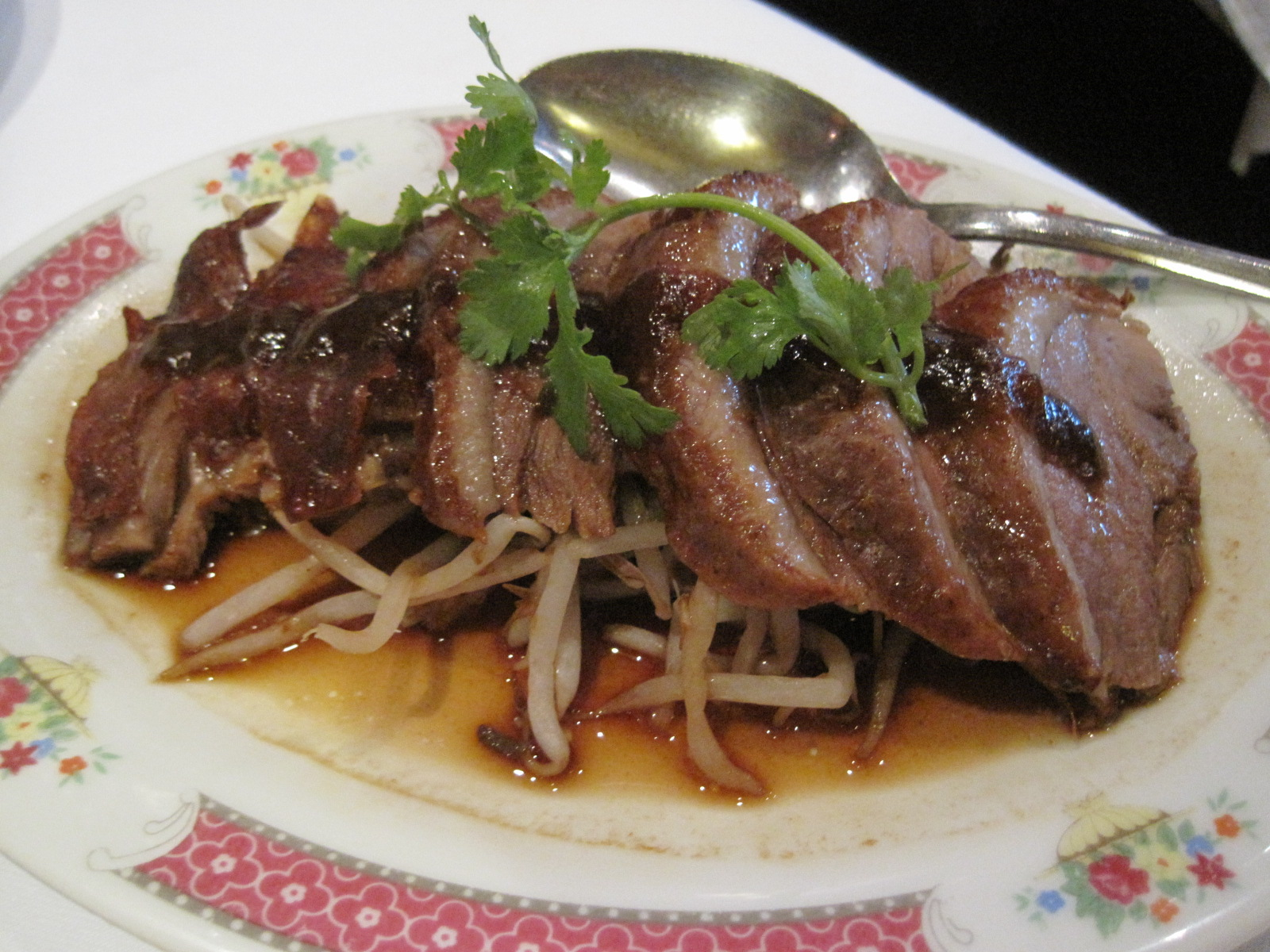
Canard laqué
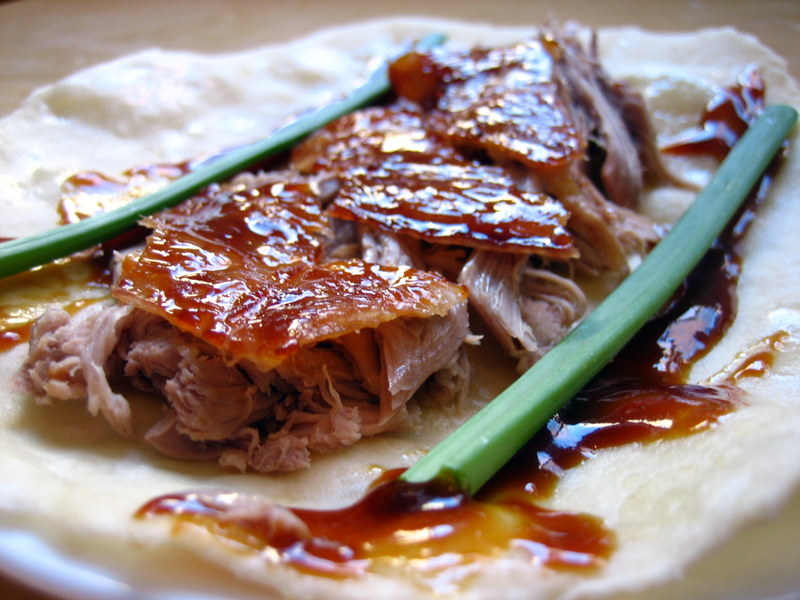
Canard laqué de Pékin
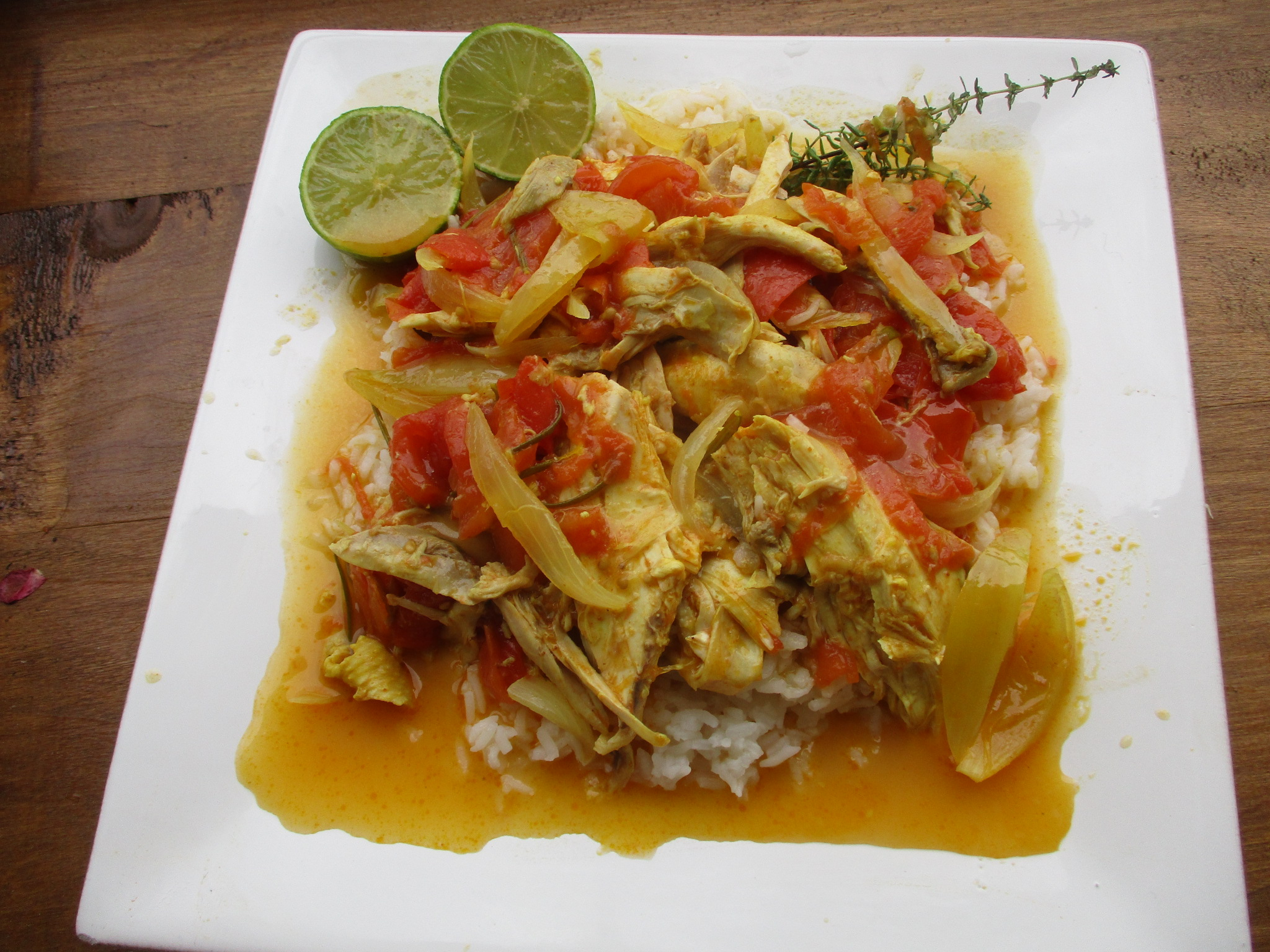
Poulet antillais
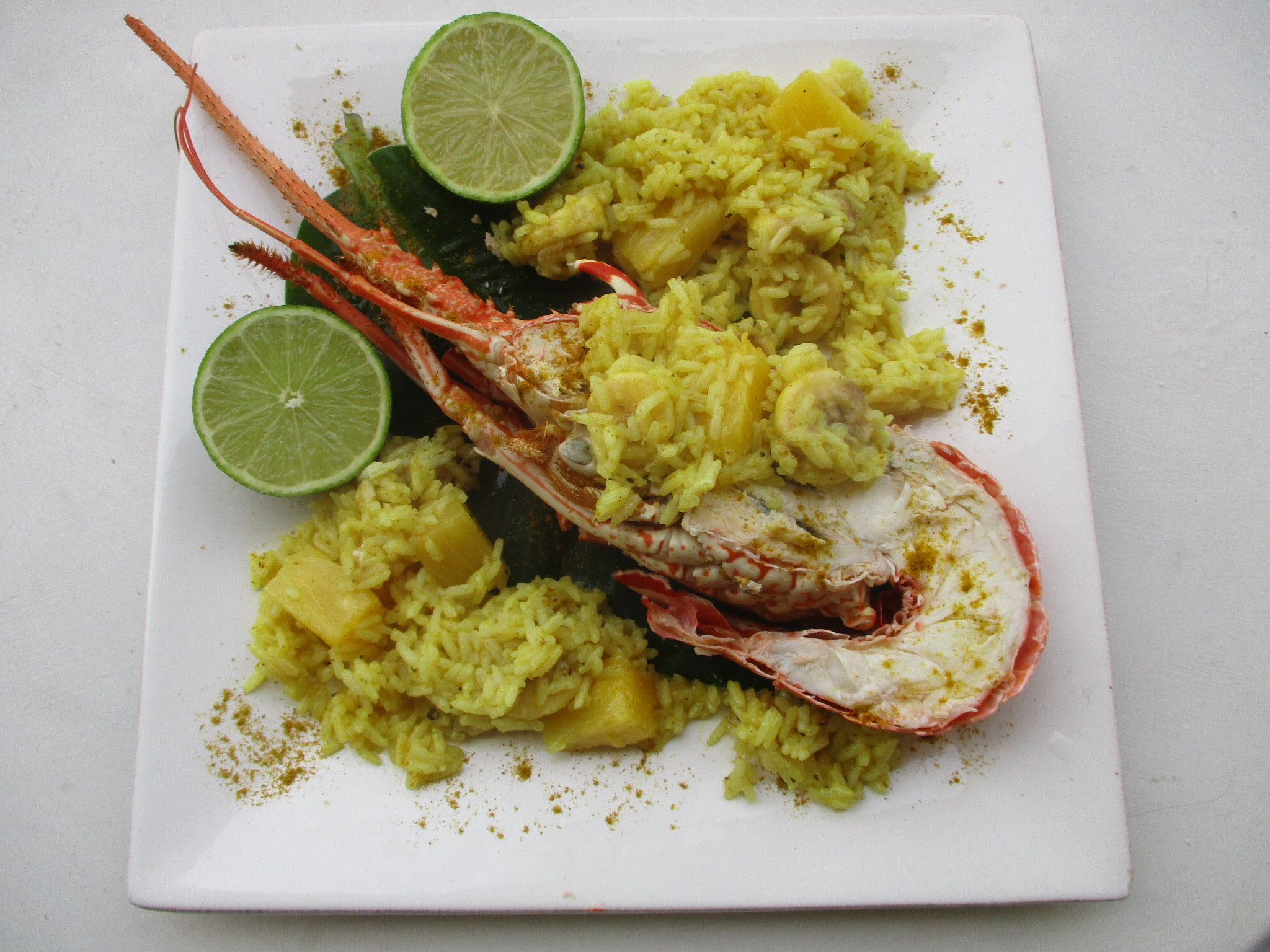
Langouste et curry antillais aux bananes
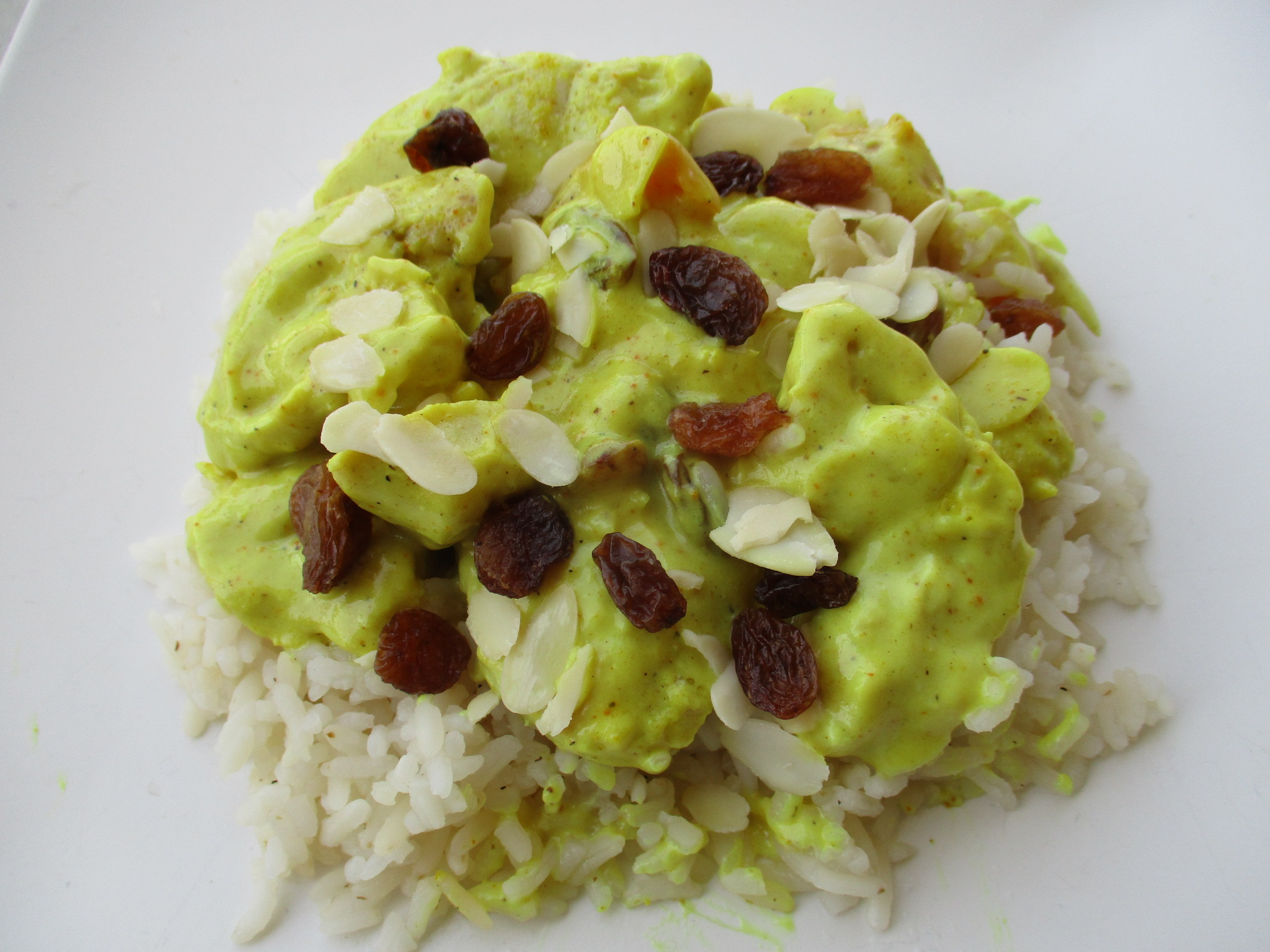
Poulet Reine Élizabeth
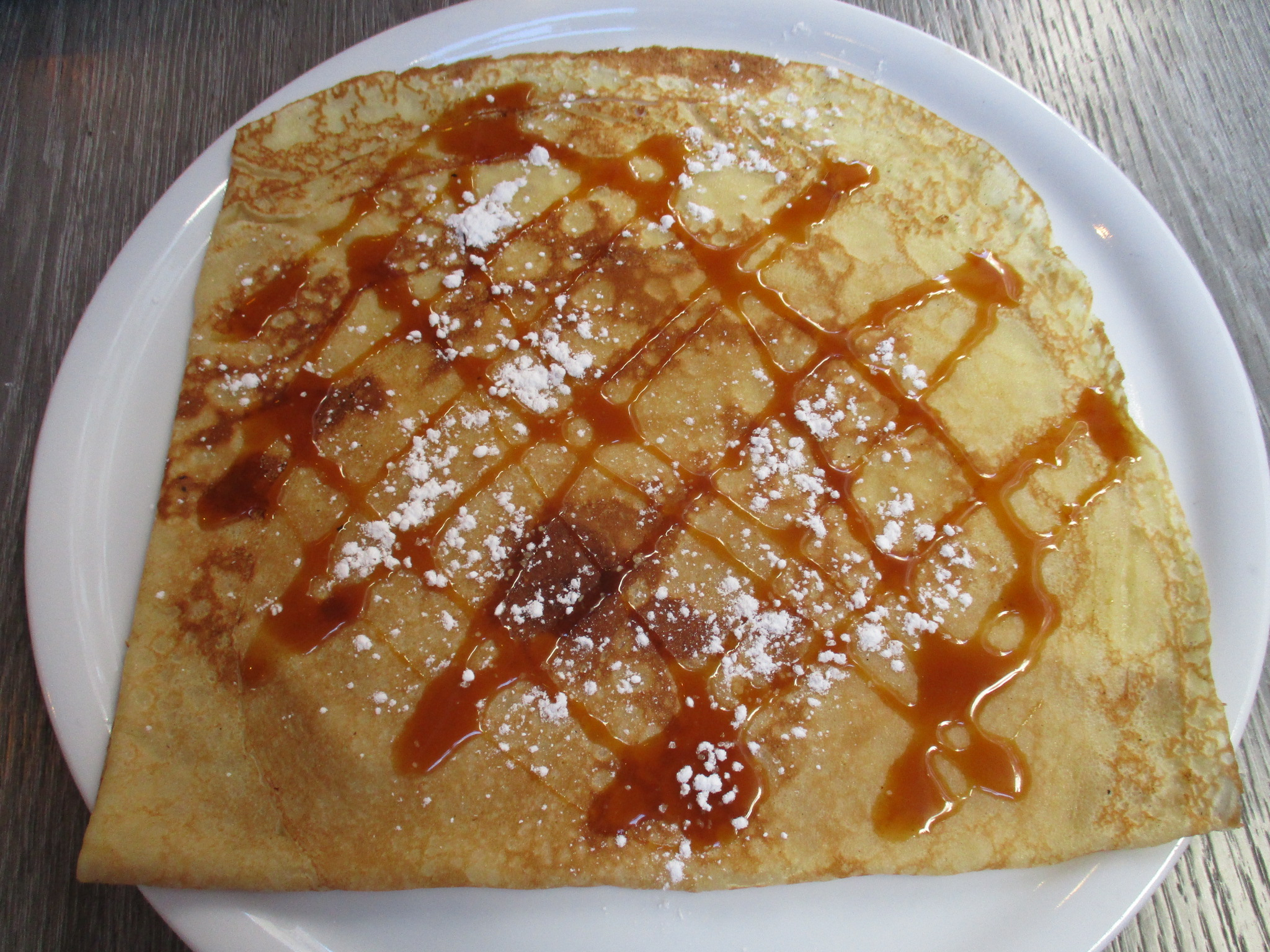
Crêpe bretonne au caramel au beurre salé
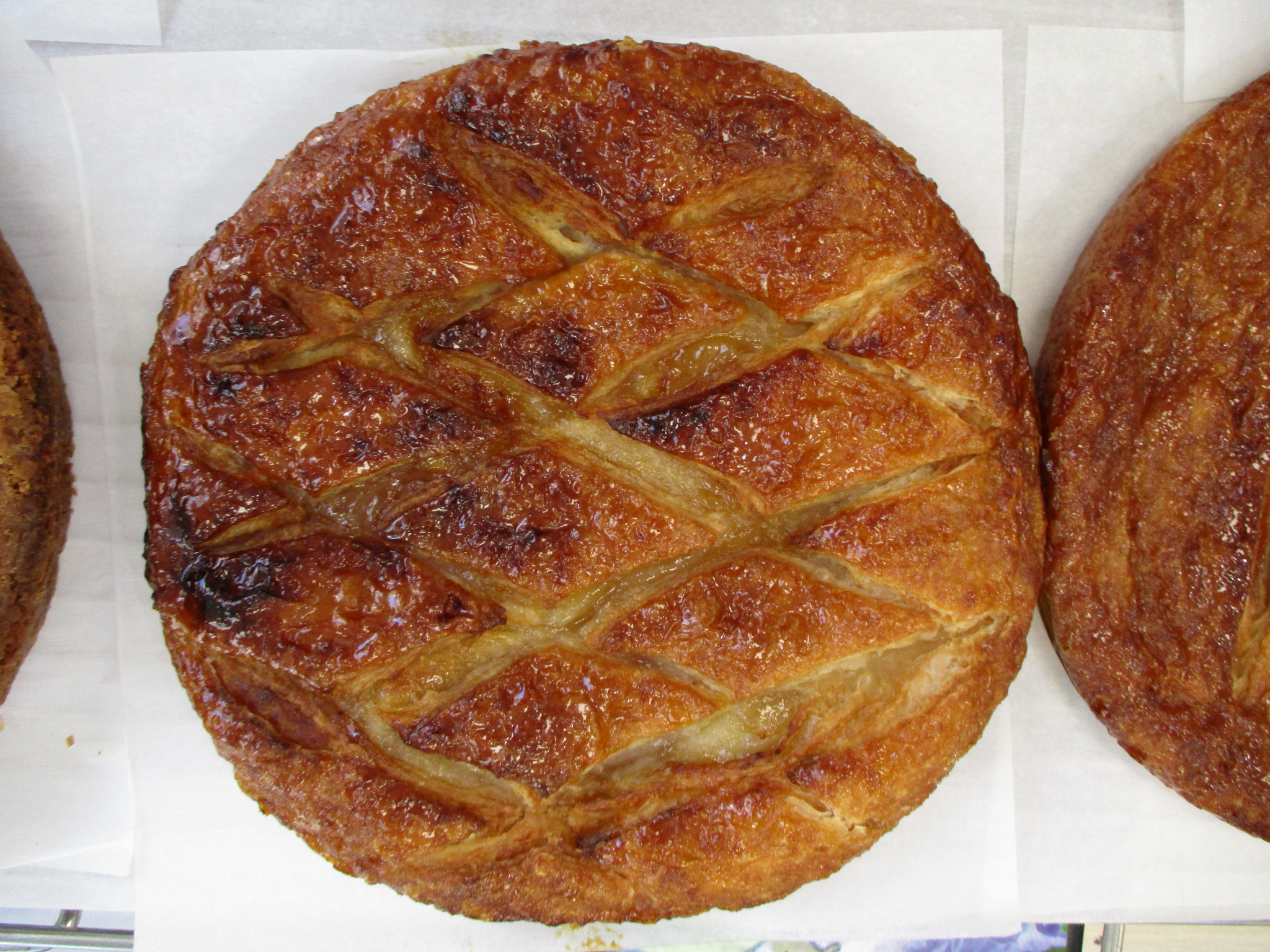
Kouign-amann
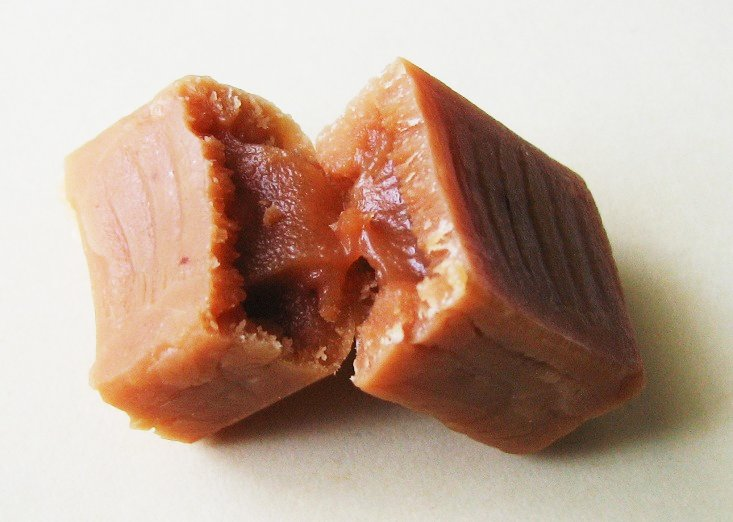
Caramel mou au beurre salé
Gâteau au fromage